# 博讷旺-韦洛雷耶
博讷旺-韦洛雷耶（法語：Bonnevent-Velloreille，法語發音：[bɔnvɑ̃ vɛlɔʁɛj]）是法国上索恩省的一个市镇，属于沃苏勒区。该市镇于1807年由原市镇博讷旺（Bonnevent）和韦洛雷耶-莱苏瓦斯莱（Velloreille-lès-Oiselay）合并而成。

## 地理
博讷旺-韦洛雷耶（47°23'33"N, 5°55'59"E）面积5.32 平方千米，位于法国勃艮第-弗朗什-孔泰大區上索恩省，该省份为法国东部内陆省份，北起顺时针与孚日省、贝尔福地区省、杜省、汝拉省、科多尔省和上马恩省接壤。
与博讷旺-韦洛雷耶接壤的市镇（或旧市镇、城区）包括：瓦斯莱和格拉绍、埃蒂、科尔多内、蒙布瓦永。
博讷旺-韦洛雷耶的时区为UTC+01:00、UTC+02:00（夏令时）。

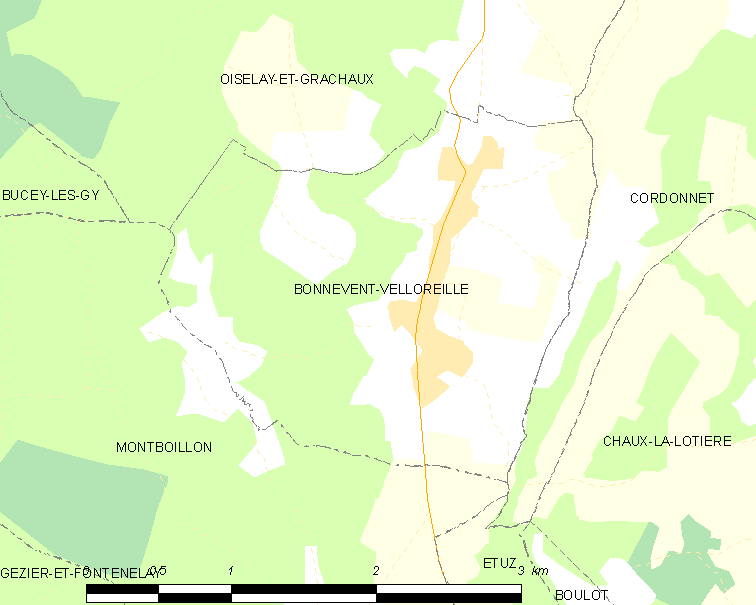
博讷旺-韦洛雷耶的OSM定位图

## 行政
博讷旺-韦洛雷耶的邮政编码为70700，INSEE市镇编码为70076。

## 政治
博讷旺-韦洛雷耶所属的省级选区为马尔奈县。

## 人口

1962-2008年间博讷旺-韦洛雷耶人口变化图示

博讷旺-韦洛雷耶于2022年1月1日时的人口数量为408人。